# Under the Gun
«Under the Gun» (en español, bajo la pistola) es una canción de la banda estadounidense de indie rock The Killers, escrita por los integrantes de la banda: Brandon Flowers, Dave Keuning, Mark Stoermer y Ronnie Vannucci Jr., fue producida por ellos junto a Jeff Saltzman para su álbum de estudio debut llamado Hot Fuss de 2004; sin embargo, la canción solo aparece en la edición limitada para Estados Unidos y en la versión japonesa del álbum.

## Información general
"Under the Gun" es una de las canciones escritas y producidas para el primer álbum de estudio de la banda, sin embargo; la canción quedó fuera de la lista de canciones oficiales para el álbum y solo fue incluida como lado b del sencillo "Somebody Told Me" y como un bonus para edición limitada del álbum en Estados Unidos y Japón. La letra de la canción trata sobre la dependencia hacia una persona cuando se ama, asimismo sobre los conflictos que esto pueda generar, la música contiene un estilo rock con las influencias indie y sintéticas típicas de la banda.
La canción nunca fue lanzada como un sencillo; sin embargo, logró entrar a la lista estadounidenses: Billboard Pop 100 en la posición 83, gracias a sus altas ventas digitales ya que la canción solo se vendió físicamente en una edición limitada del álbum Hot Fuss. En el 2007 la canción se volvió a grabar para ser incluida en el compilatorio de rarezas y lados B Sawdust.

## Incluida en
- 2004: "Somebody Told Me" [Reino Unido Original] - 2:33 - Lizard King
- 2004: Hot Fuss [Edición limitada Estados Unidos] [versión japonesa] - 2:33 - Island Records, Universal Music
- 2004: Hot Fuss [7" box set], Disco 2 - 2:33 - Island Records
- 2007: Sawdust - 2:34 - Island Records, Universal Music